# Косака, Рию
Рию Косака (小坂 りゆ Kosaka Riyu) — японская исполнительница в стиле j-pop, член группы konami BeForU. 

## Биография
Косака родилась в Йокогаме, префектура Канагава, в Японии, 17 января 1985 года.
20 ноября 2000 года Konami совместно с Toshiba-EMI устроили кастинг, чтобы сформировать j-pop группу, которая в дальнейшем станет группой BeForU. Много талантливых людей участвовали в кастинге, но Рию стала одной из тех, кто прошёл кастинг. На тот момент ей всего было 15 лет. Группа, продюсером которой стал Наоки Маэда, исполняла песни в основном для bemani. Первая песня, DIVE, была сильно прорекламирована на время выхода Dance Dance Revolution 5th mix.
После успеха песни DIVE в DDR 5th mix, BeForU писали всё новые и новые песни, чтобы те вошли в DDR -max- 6th mix. Ими стали: Dive: More Deep and Deeper Style и Firefly. И вместе с этими песнями вошла и первая сольная работа Рию true…. В игру вошли 2 версии: True… (radio edit) и True… ~Trance Sunrise Mix~. И в это же время, отдельно всех членов BeForU вышел сольный диск, включивший в себя все версии песни true… и переделанная песня DIVE в DIVE TO THE NIGHT. Песня true… стала успехом в DDR сообществе и Рию продолжала исполнять песни как сольные, так и в группе BeForU.
Вне Bemani
Пока остальные продолжали писать музыку для konami, BeForU все больше и больше показывала себя как законную группу, в том числе и Косака. В 2003 году вышел первый диск группы; в то же время продолжалось продюсирование диска Begin, содержащий сольные работы Рию, который вышел в 2004 году. Диск Begin содержал 3 новых песни, в то время как 11 из них были заново исполнены одной Рию, и некоторые стали новой аранжировкой. Годом позже вышел Riyu Kosaka First Live at O-EAST 2005, CD+DVD содержащий её первый и успешный концерт. С того момента Рию выпустили несколько синглов как сольных, так и с BeForU
В 2005 и 2006 году она делала совместные работы с Ryo Horikawa в качестве радио для Pakedio Channel. Её песню Little Wings можно найти в диске Pakedio Channel Vol. 1
В 2007 году, Рию записала саундтрек для фильма Kamen Rider The Next, Platinum Smile.

## Дискография
Здесь представлены песни вне Bemani. Чтобы посмотреть полную дискографию, смотрите дискографию BeForU
Синглы
- True… (2001)
- Yamato Nadeshiko (2006) (Yamato Nadeshiko Spirit Прекрасный дух японской женщины)
- Danzai no Hana: Guilty Sky (2007) (Danzai no Hana или Цветок убеждения, для аниме Claymore)
- Dober Man (2007)
- Platinum Smile (2007)
- Kokoro no ato (2007) (Kokoro no Ato или Следы Сердца, для аниме Mokke)
- kimi ga kikoeru (2010)

Альбомы
- Begin (2004)
- Every Struggle (2008)

Другие Работы
- Baby’s Tears (2006) (как часть саундтрека к аниме Sky Girls)
- I-revoミュージックICE限定配信曲 (2006)
- Platinum Smile (2007) (как саундтрек к фильму kamen rider the next)

DVD
- Riyu Kosaka First Live at O-EAST 2005 (2005)
- Riyu’s Summer Vacation (2007)
- BeForU / Four Piece Riyu Kosaka / Live 2008 (2008)